# Черепин (Львівський район)
Чере́пин — село в Україні, у Давидівській сільській громаді, Львівського району, Львівської області. До 2020 року села Давидів та Черепин були підпорядковані Давидівській сільській раді. Орган місцевого самоврядування — Давидівська сільська громада. Населення становить 277 осіб.

## Населення
На 1 січня 1939 року в селі мешкало 700 осіб, з них 650 українців-грекокатоликів, 40 українців-римокатоликів, 10 поляків. За даними всеукраїнського перепису населення 2001 року у селі мешкало 277 осіб.
Мова
Розподіл населення за рідною мовою за даними перепису 2001 року був наступним:
| українська | 277 | 100 |

## Географія
Селом тече річка Черепинка. Біля місцевої школи широколистий ліс.

## Історія
27 липня 1386 року руський боярин-феодал Осташко (Станіслав) з Давидова взяв село в заставу за 19 кіп гривень, купив село 1 червня 1410 року за 100 гривень польських срібла. Адам Бонецький стверджував, що село продав Андрій Чурило, власник Стоянців.
Найпомітнішою постаттю з поміж парохів у Черепині у міжвоєнний період став о. Августин-Климент Цебровський, уродженець Тернопільщини. У 1926 році з поміж п'яти кандидатів митрополича консисторія обрала його на становище пароха. За ініціативи о. Августина було зведено двоповерхову цегляну будівлю читальні «Просвіта» з балконом. Його дружина Олександра організувала дитячий садочок «Сонечко», з допомогою місцевих жінок він успішно діяв у Черепині. Новий парох подбав за національну й культурну просвіту селян, серед яких до цього часу здебільшого душпастирювали священики з москвофільськими поглядами. Для читальні о.Августин придбав понад 350 книг і журналів. Організував також гуртки: драматичний і вокально-танцювальний «Луг», для якого парох с. Черепина придбав 10 духових інструментів. Разом з дружиною заснував магазин господарських товарів, а згодом — кооперативну спілку. Також у міжвоєнний період в селі функціонували осередки українських товариств «Рідна школа» та «Союз українок».
У ніч 3 21 на 22 березня 1944 року близько першої години ночі село Черепин зазнало нападу польської банди, що складався переважно з римо-католиків села Семенівки. Вибиваючи вікна, вони закидали в хати гранати, а тих, хто від жаху вискакував на двір, не усвідомлюючи, що сталося, били прикладами автоматів по головах або розстрілювали. Священика о. Августина Цембровського, побитого і покаліченого (відрізали ніс та вуха, викололи очі), прив'язали до воза і волочили до самого лісництва на гаївці «Тарасів», де згодом розстріляли. Дружину отця — Олександру Цембровську — вбили на місці нападу в селі. Під час нападу загону польських боївкарів на Черепин 13 осіб поранено, загинуло 18 осіб, серед них:
- Гавриляк Іван (нар. 1903)
- Дацко Пилип (нар. 1898)
- Закалюжний Василь (нар. 1905)
- Мазур Стефанія (нар. 1933)
- Машталір Андрій-Олександр (нар. 1929)
- Машталір Ярослава-Анастасія (нар. 1924)
- Муха Іван (нар. 1924)
- Муцак Іван (нар. 1922)
- Наконечний Василь (нар. 1900)
- Наконечний Ярослав (нар. 1923)
- Сорока Василь (нар. 1896)
- Сорока Іван (нар. 1923)
- Сорока Йосиф (нар. 1900)
- Столяр Андрій (нар. 1889)
- о. Цембровський Августин (нар. 1888)
- Цембровська Олександра (нар. 1898)
- Яремко Катерина (нар. 1900)
- Яремко Микола (нар. 1927)

## Пам'ятки, визначні місця
- дерев'яна церква Стрітення Господнього (УГКЦ), зведена у 1757 році у стилі галицької школи народної архітектури львівськими майстрами-теслями братами Яцком та Антоном Дроздовичами на схилі порослої лісом гори, який стрімко спадає у долину річки. Неподалік від цієї церкви розташована дерев'яна дзвіниця, збудована у 1754 році. Дещо пізніше, у 1831 році з південного боку біля храму встановили невеликий кам'яний хрест[15].
- мурований храм святої Ольги (ПЦУ).

Церква Стрітення Господнього
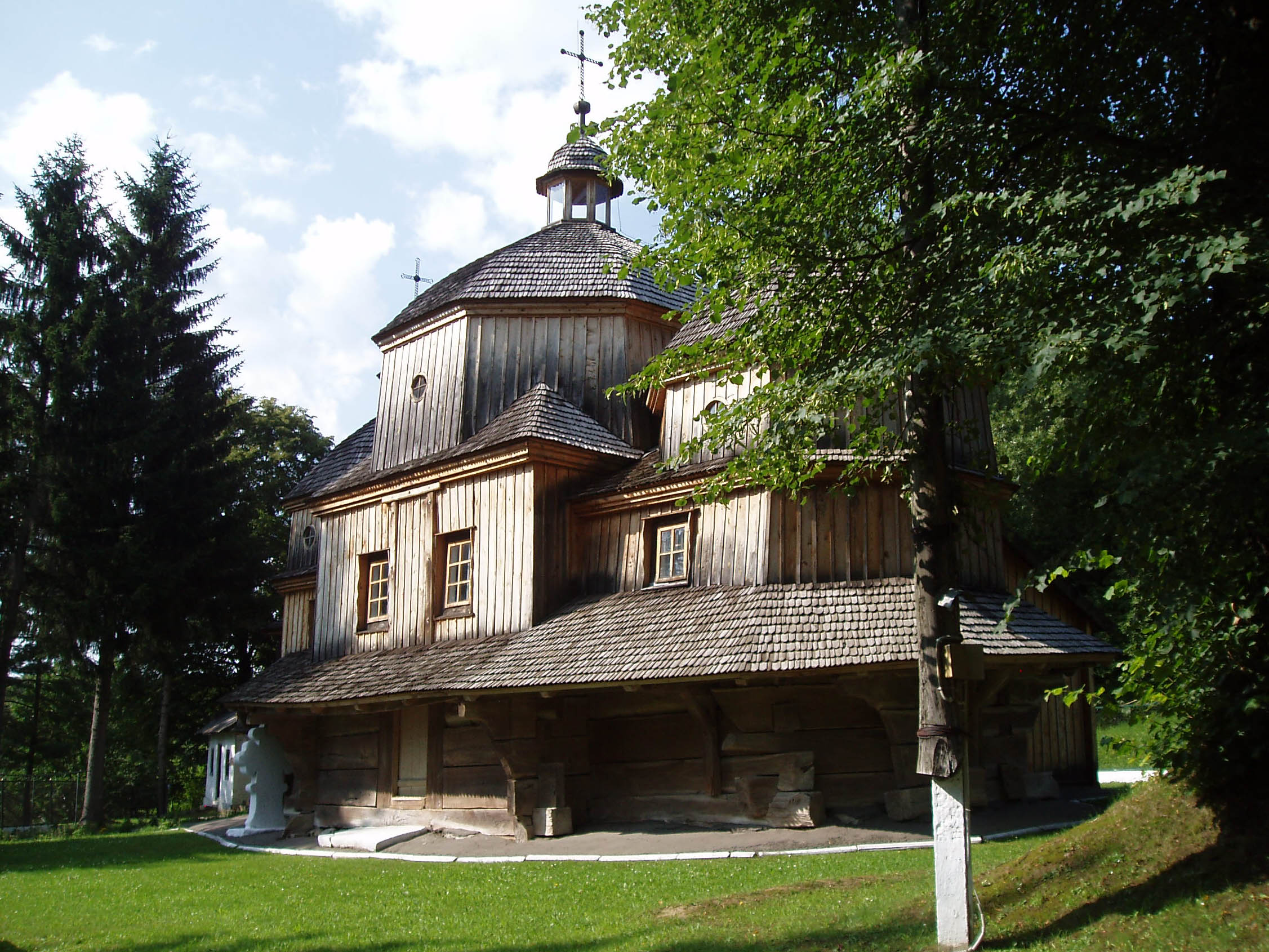
Церква Стрітення Господнього
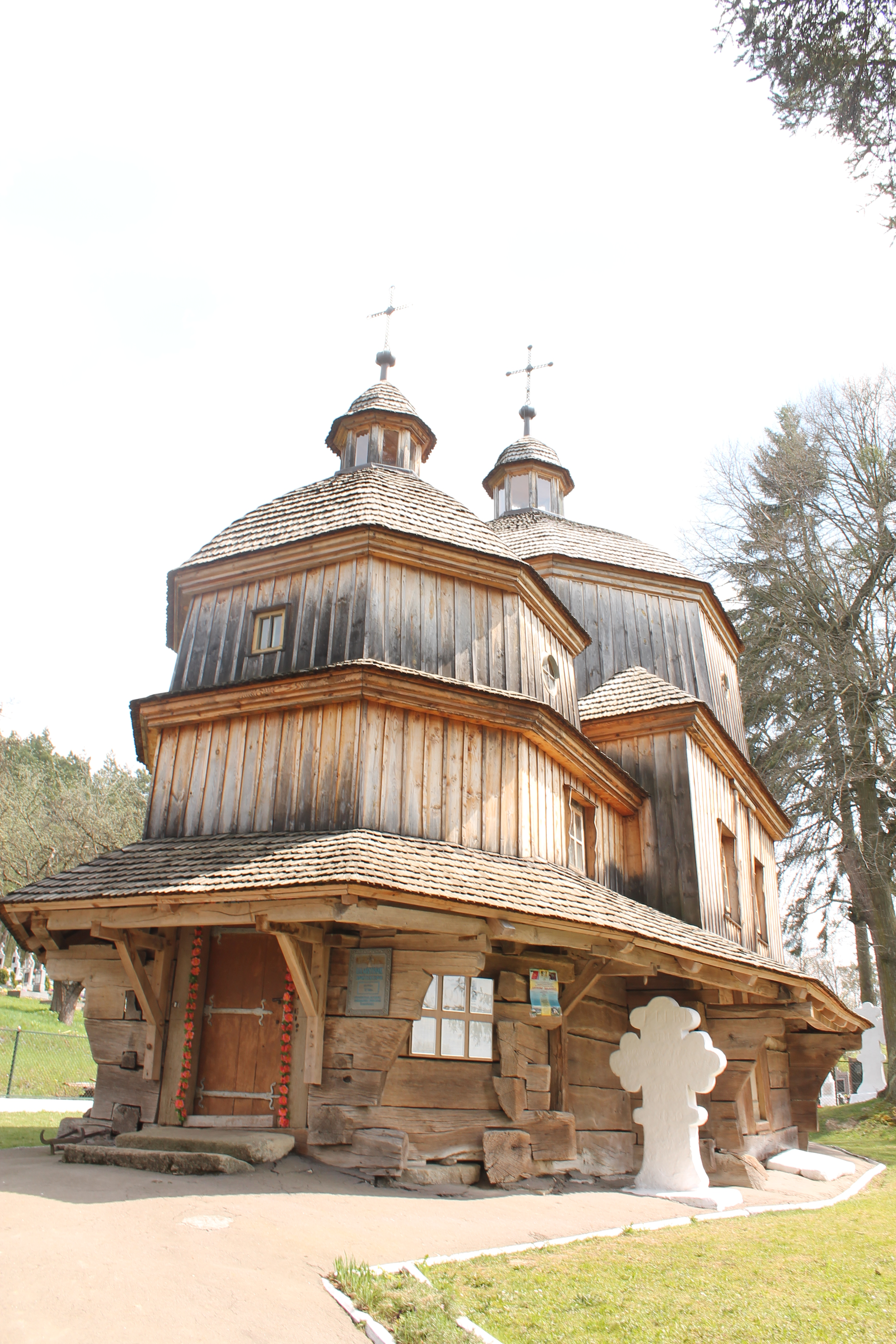
Церква Стрітення Господнього
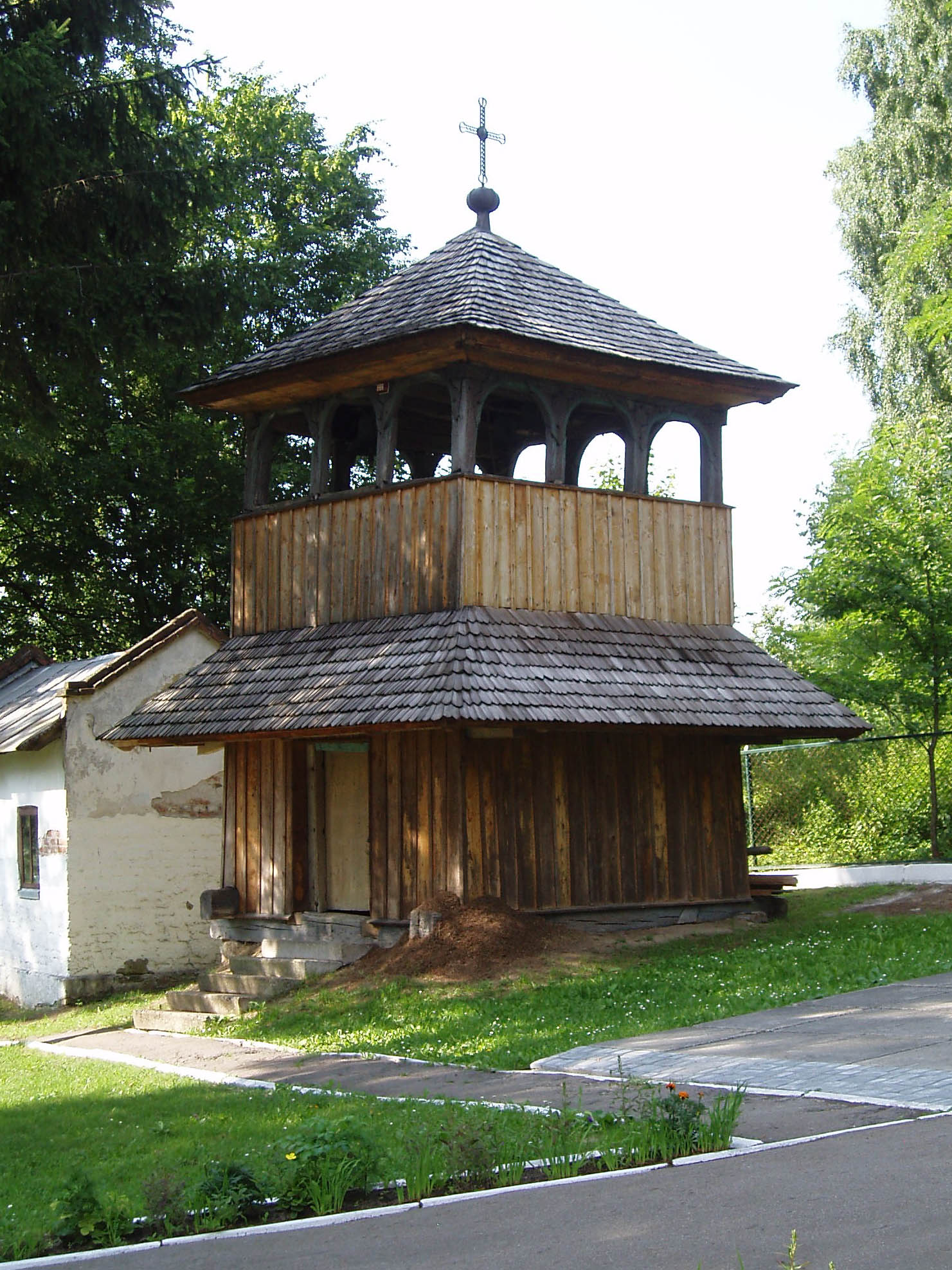
Дзвіниця церкви Стрітення Господнього

## Інфраструктура
В селі функціює Черепинська початкова загальноосвітня школа I ступеня.

## Відомі люди
- о. Михайло Коновалець (1824 — 4 березня 1887, Зашків) — священик УГКЦ, адміністратор парафії у Черепині (1852—55), тривалий час парох Зашкова, дідо провідника ОУН Євгена Коновальця[16].
- Наконечний Євген Петрович (1931—2006) — український бібліограф, історик, мовознавець.